# Beulakerwijde
De Beulakerwijde (meestal uitgesproken als Beulakerwiede) is het grootste meer in de Kop van Overijssel, gelegen ten noordoosten van het dorp Sint Jansklooster in de Nederlandse provincie Overijssel. Het wordt door de Veneweg (N762), die de zuidoever van het meer vormt, gescheiden van de Belterwijde. Waar de Arembergergracht deze weg kruist is de smalle landstrook tussen beide meren het breedst en daar ligt het dorp Ronduite. In de uiterste zuidoostelijke hoek van het meer ligt de Blauwe Hand. Dit gehucht ligt bij het punt waar de in de jaren twintig aangelegde Beukersgracht de Veneweg kruist. De Beukersgracht is in de jaren twintig aangelegd en loopt langs de oostoever door het meer. Het is van de Beulakerwijde gescheiden door een reeks dammen.
Aan de noordoever ligt de Beulakerpolder, die vanaf 1928 ontgonnen is en geschikt gemaakt is voor intensievere vormen van landbouw en veeteelt. In 2006 werden er plannen gemaakt om in het gebied natuur te ontwikkelen en geschikt te maken voor vormen van recreatie door de aanleg van een vaarroute, vakantiewoningen en boothuizen. In 2009 werd begonnen met de aanleg. In 2010 werd het werk opgeleverd. Er werd gedeeltelijk langs de oever van de Beulakerwijde een 109 hectare groot natuurontwikkelingsgebied aangelegd met verschillende vakken, gescheiden door zogenaamde ribben. Elk vak heeft zijn eigen waterstand en daardoor is er ruimte voor rietland, ruigte, grasland en open water. Ook is hier een vogelkijkhut gebouwd. Het heeft daarnaast ook een functie als waterbergingsgebied. Het recreatiegebied Bodelaeke ligt wat verder van de oever van het Beulakerwijde vandaan richting Cornelisgracht.
Ten westen van de Beulakerpolder, aan de noordoever van het meer, liggen natuurgebieden van Natuurmonumenten bestaande uit riet- en hooilanden en broekbossen. Deze gebieden worden aangegeven met namen als Bollemaat, Stobbekamp en Beulakerturf- en Rietlanden. en horen bij het de beheerseenheid De Wieden. Aan de westzijde van het meer liggen een reeks eilandjes, waaronder Kerkhof en Engelenberg die het scheiden van de Kleine Beulakerwijde, aan de westzijde van dit meer liggen ook weer een reeks eilandjes, die een restant vormen van de Oude Beulakerweg. Op de westoever liggen ten slotte de Kijfhoek en de Kooilanden, eveneens natuurgebieden van Natuurmonumenten. Bij Sint Jansklooster ligt het Bezoekerscentrum De Wieden (dat aanvankelijk De Foeke heette. Het meer met aangrenzende natuurgebieden wordt tot het Nationaal Park Weerribben-Wieden gerekend.
De Beulakerwijde is ontstaan door stormvloedrampen uit 1775, 1776 en 1825. Het was indertijd een verveend gebied rond het dorp Beulake. Doordat de vervening indertijd ongereglementeerd was waren de trekgaten relatief breed en de tussenliggende landstroken smal. Deze landstroken werden tijdens de stormvloed weggeslagen, waardoor het meer ontstond en het dorp Beulake verdween. De kerk met toren bleef echter staan tot zij in 1825 door de overstromingen verdween. De naam Kerkhof van een van de eilandjes aan de westzijde zou naar het kerkhof rond de kerk verwijzen. De Veneweg dateert al van voor het ontstaan van de Beulakerwijde en is dus geen later aangelegde dam waarmee de beide wijden zouden zijn gescheiden.
De Beulakerwijde wordt intensief recreatief gebruikt. Bij de Blauwe Hand zijn jachthavens, nabij het rond 2000 ontstane recreatiepark Beulaeke Haven. Aan de noordoever bij de Beulakerpolder zijn voorzieningen getroffen voor plankzeilers.
Het meer is grotendeels in handen van Natuurmonumenten. Het beheer van water van het meer is in handen van het waterschap Drents Overijsselse Delta. De afwatering wordt verzorgd door het Gemaal A.F. Stroink die het water uitslaat op het Vollenhovermeer.

## Foto's

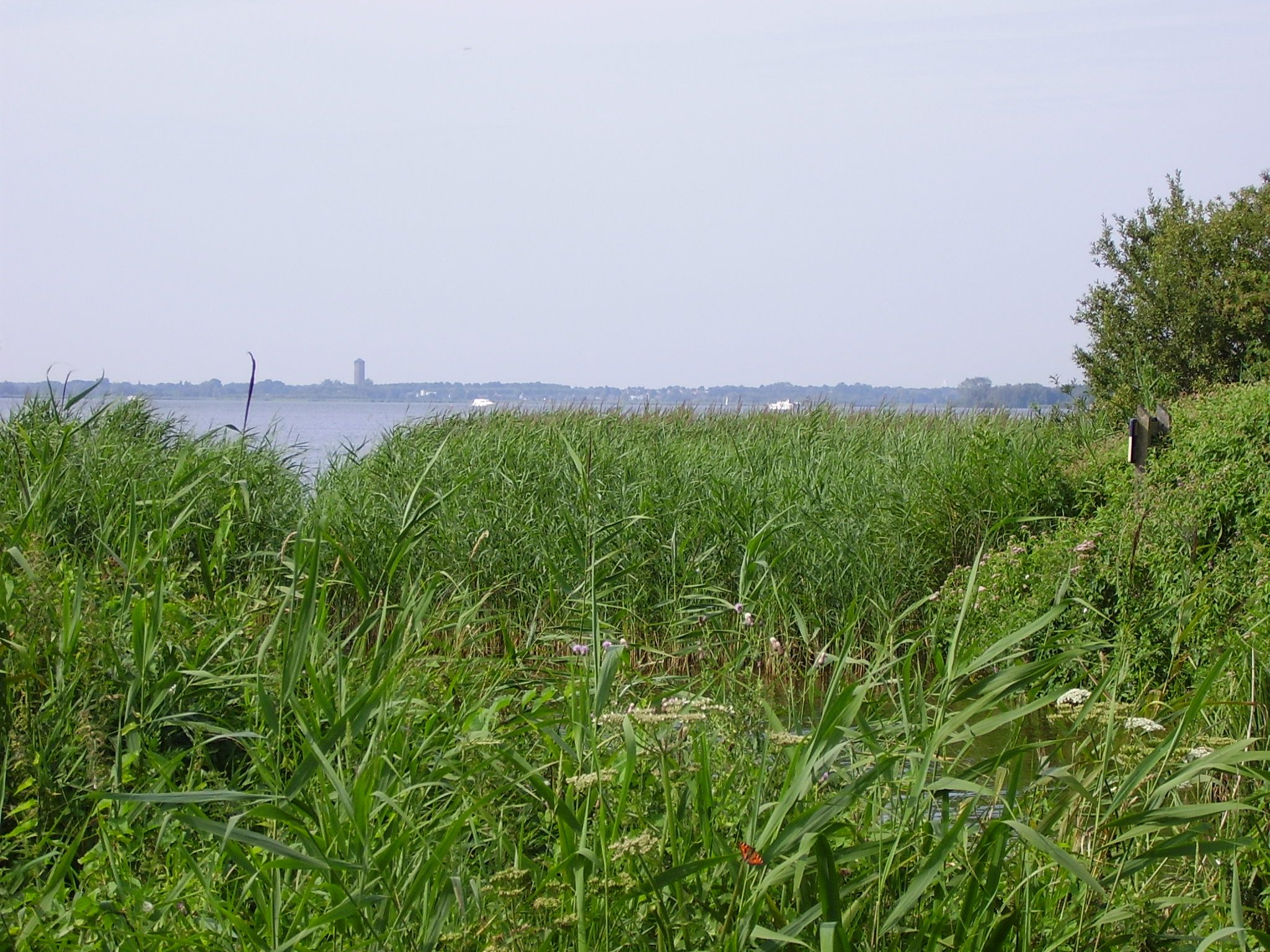
Het uitzicht over de Beulakerwijde op Sint Jansklooster
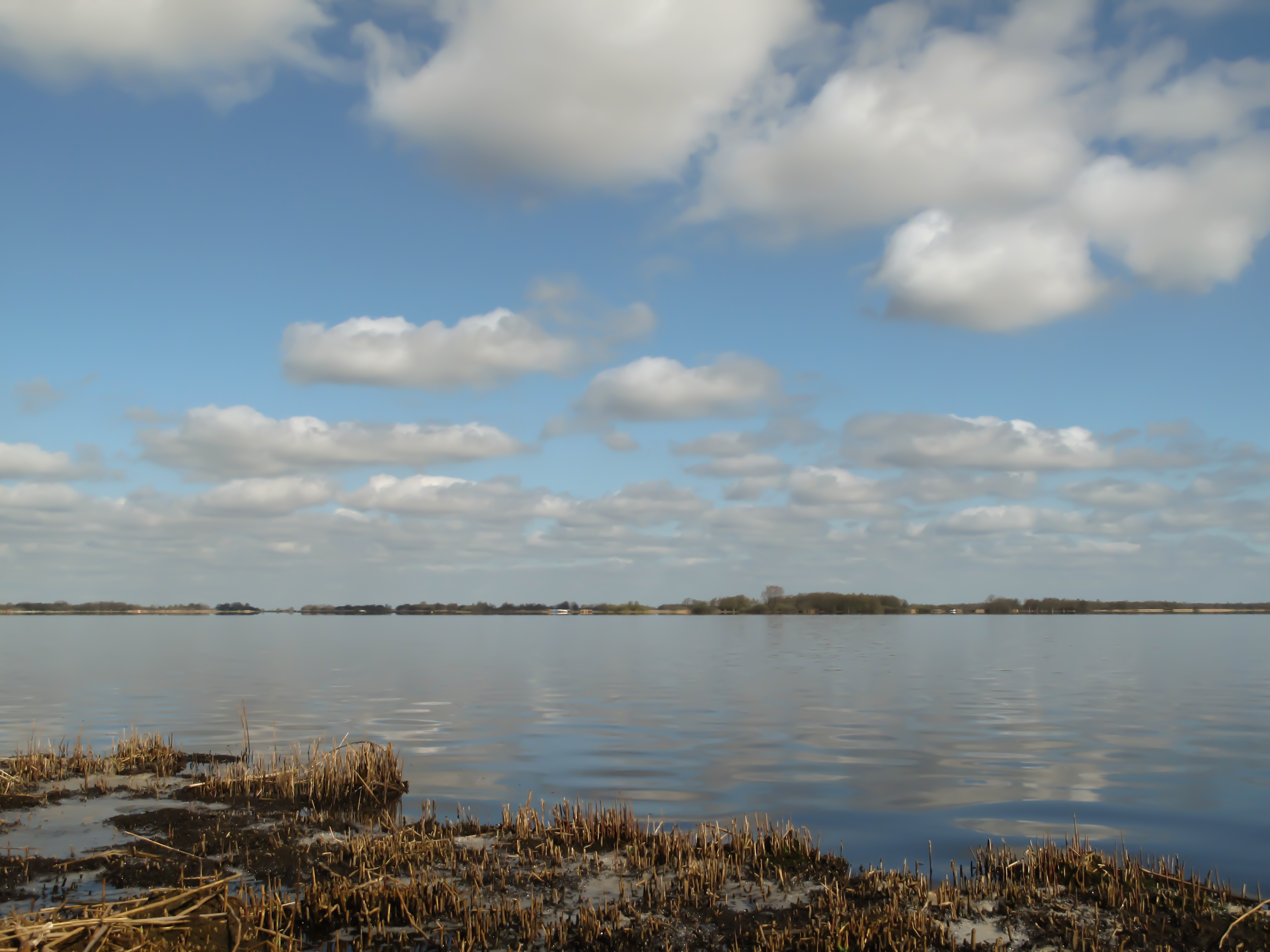
Beulakerwijde tussen Sint Jansklooster en Wanneperveen